# Sovromfilm
Sovromfilm (în rusă Совромфильм) a fost o societate mixtă româno-sovietică de tip sovrom în domeniul cinematografiei condusă de A.A. Bratuha. Avea ca scop difuzarea de filme sovietice (de propagandă) în România prin intermediul Sovexportfilm (în rusă Совэкспортфильм). Sovromfilm a funcționat în perioada 1946 -1952. Începând cu 1948, în cinematografe se proiectau știri din Uniunea Sovietică sau filme documentare cu caracter social-propagandistic, privind realizările științifice, culturale, economice și sportive sovietice. Din 1952 s-a transformat în Direcția Difuzării Filmelor.

## Listă de filme distribuite
- Flăcăul din orașul nostru (Парень из нашего города , 1942)[3]
- Batalionul de mare (Морской батальон, Batalionul marin, 1944)
- Balaurul  (Кащей Бессмертный, 1945), regizat de Alexandru Rou
- Trenul merge spre răsărit (Поезд идёт на восток, 1947)[4] regizat de Ilia Raizman[5]
- Când trandafirul înflorește (Далёкая невеста, Daliokaia nevesta, 1948) , regizat de Evgeni Ivanov-Barkov[6]
- Trei întâlniri (Три встречи, 1948), regizat de Vsevolod Pudovkin și Alexandru Ptușco[7]